# Schmidgaden
Schmidgaden település Németországban, azon belül Bajorországban. Lakosainak száma 3128 fő (2023. december 31.).

## Népesség
A település népessége az elmúlt években az alábbi módon változott:
| Lakosok száma | 2295 | 2421 | 2865 | 2882 | 2872 | 2914 | 2905 | 2955 | 3062 | 3128 |
|               | 1975 | 1987 | 2012 | 2013 | 2014 | 2016 | 2017 | 2019 | 2022 | 2023 |